# تعليم الإناث في نيجيريا
يواجه تعليم الإناث في نيجيريا التحديات المختلفة بغرض الحصول على المساواة في التعليم في جميع أشكال التعليم النظامي في نيجيريا بكون التعليم يعد حقا أساسيا من حقوق الإنسان؛ وقد تم الاعتراف بهذا في عام 1948 منذ اعتماد الإعلان العالمي لحقوق الإنسان. وهناك علاقة إيجابية قائمة بين نسبة التحاق الفتيات في المدارس الابتدائية والناتج القومي الإجمالي وزيادة متوسط العمر المتوقع.
وبسبب هذه العلاقة فان الالتحاق في المدارس يمثل المكون الأكبر من الاستثمار في راس المال البشري في أي مجتمع.
ولقد لوحظ أن التنمية الاجتماعية والاقتصادية السريعة للامة تعتمد على ما تتمتع به النساء من ميزات وتعليم في ذلك البلد.
إن التعليم يمنح النساء القدرة على التصرف واكتساب المعرفة والقيم والمواقف والكفاءة والمهارات مدى حياتهن. ولضمان الحصول على المساواة في التعليم فإن السياسة الوطنية للتعليم تنص على أن التعليم هو حق لجميع الأطفال النيجريين بغض النظر عن جنسهم أو دينهم أو عجزه.

## التاريخ
قبل عام 1920 كان التعليم الابتدائي والثانوي في نيجريا ضمن نطاق المنظمات التطوعية فمن مجموع 25 مدرسة ثانوية أنشئت بحلول عام 1920 ثلاثة منها فقط كانت للفتيات أما الباقي منها انحصر على الفتيان.

### عام 1960
في عام 1960 بدأت معظم الدول الإفريقية في الحصول على الاستقلال السياسي فقد كان هناك قدرا كبيرا من التفاوت بين الجنسين في التعليم. وكانت أرقام التحاق الفتيات بالمدارس منخفضة جدا في جميع أنحاء القارة.
في مايو 1961 تم الإعلان عن الإعلان العالمي التابع للأمم المتحدة لحقوق الانسان وخطط اليونسكو التعليمية لنيجيريا في مؤتمر عقد في اديس ابابا، اثيوبيا والذي يهدف إلى تحقيق تعميم التعليم الابتدائي بنسبة 100% في نيجيريا بحلول عام 1980.

### عام 1970
كان التنفيذ المجاني والإلزامي للتعليم الابتدائي في عام 1970 متماشيا مع خطة الأمم المتحدة منذ ذلك الحين، وبرعاية اليونيسف واليونسكو والعديد من المنظمات الأخرى، ما زالت البحوث والمؤتمرات داخل نيجيريا بشان تعليم الفتيات حتى عام 1970، وكانت مشاركة الفتيان أكثر من الفتيات في التعليم في نيجيريا. ووفقا لقول المؤرخ النيجيري كيتيتو كانت فلسفة التقاليد المحلية: «إن مكان المرأة هو في المنزل» هذا أدى لتبقى العديد من الفتيات بعيدا عن التعليم ولكن مع تدخل الحكومة والصحوة العامة بدأ الآباء بإرسال وإبقاء بناتهن في المدارس.

### عام 1990
ويمكن ملاحظة أن عمل الخطط الهادفة أدى إلى زيادة تواجد الإناث في المدارس بعد عام 1990 في حين تم التحاق نسبة أكبر من الذكور على الإناث في عام 1991، وكان الفرق من 138,000 بحلول عام 1998 إلى ما يقارب 69400 فقط. وفي المؤتمر الأفريقي الذي عقد في وأوغدوغو، بوركينا فاسو، في شهري مارس وأبريل من عام 1993 (في نحو ثلاثة عقود بعد إعلان الأمم المتحدة 1960) لوحظ أن نيجيريا لا تزال منعزلة وراء مناطق أخرى من العالم في قدرة النساء للوصول إلى التعليم. كما لوحظ أن التفاوت بين الجنسين موجود
في التعليم وأن هناك حاجة لتحديد وإزالة جميع السياسات التي تعوق مشاركة الفتيات الكاملة في التعليم.

## التفاوت بين الجنسين في المدارس

وصف = نسبة تعليم الإناث في نيجيريا من قبل الدولة في عام 2013 > 90٪ 80-90٪ 70-80٪ 60-70٪ 50-60٪ 35-50٪ <35٪

في عام 2002، كان الالتحاق الإجمالي المشترك للمدارس الابتدائية والثانوية والتعليم العالي للإناث بنسبة 57 ٪ مقارنة مع 71٪ للذكور.
ولقد كانت قضايا المساواة بين الجنسين في التعليم موضوع جدل كبير خلال العقود الماضية، وأصبحت موضوعا بارزا للنقاش في جميع البلدان. وفي نيجيريا، هناك فوارق كبيرة بين التعليم الذي يتلقاه كلا من الفتيان والفتيات فان كثير من الفتيات لا يحصلن على التعليم الكافي بعد سن معين حاليا، إن معدل الإناث الكبار في محو الامية (الذين تتراوح أعمارهن 15 سنة فأكثر) للبلاد كانت 59.4٪ بالمقارنة مع معدل الذكور الكبار في محو الامية 74.4٪. وهذه الفروق في التعليم أدت إلى هذه الفجوة في معرفة القراءة والكتابة.
ووفقا لمجلس نيجيريا للفحوصات (1994) لا تزال هناك مشاكل أخرى، مثل ارتفاع معدلات الرسوب الطالبات، وضعف الأداء، والتردد من جانب الطالبات للالتحاق في الدورات القائمة على العلوم وضعف المشاركة الصفية. وفي مختلف السياسات الجغرافية للحدود في نيجيريا هناك نسبة أكبر من الفتيات في سن الدراسة ليسوا بحاجة للبقاء خارج المدرسة، مقارنة مع النسبة ذاتها التي تنطبق على الأولاد من نفس المجموعة العمرية.

## تكلفة التعليم

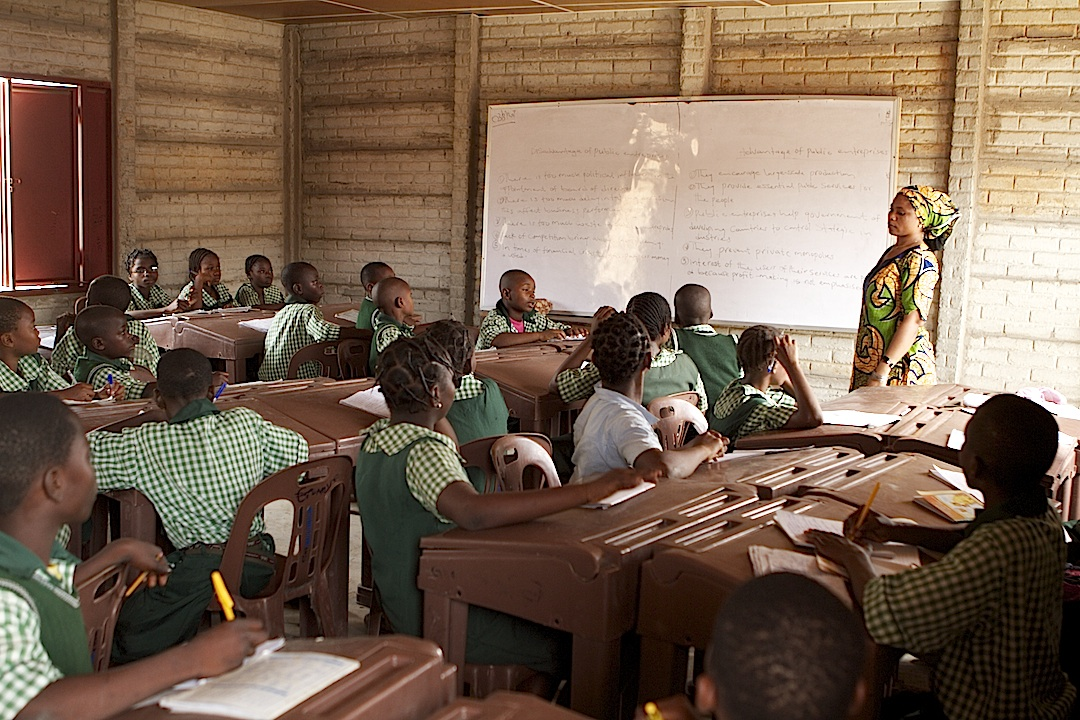
الفصول الدراسية النيجيرية

إن التراجع في الأنشطة الاقتصادية منذ أوائل 1980 جعلت من التعليم مترفا لكثير من النيجيريين وخاصة الذين يقطنون في المناطق الريفية.